# Council of Legal Education
Das Council of Legal Education (CLE, deutsch Rat für Juristische Ausbildung) war eine englische Aufsichtsbehörde, die von den Inns of Court geschaffen wurde um die juristische Ausbildung von Barristers (Rechtsanwälten) in England und Wales zu überwachen und zu verbessern. 

## Geschichte
Das Council wurde 1852 von den Inns of Court gegründet und bestand ursprünglich aus acht Mitgliedern, unter der Leitung von Richard Bethell. Jedes Inn stellte jeweils zwei Mitglieder. Das Council beaufsichtigte die Ausbildung der Studenten der Inns of Court und richtete zunächst fünf Professorenstellen ein. Die Professoren gaben den Studenten in den Inns Vorlesungen und die Studenten mussten eine bestimmte Anzahl Vorlesungen besucht haben, um als Anwalt zugelassen zu werden (called to the Bar). 1872 wurde die Mitgliederzahl des Council auf zwanzig erhöht und verpflichtende Examen für die Zulassung wurden eingeführt. Die Schaffung des Senate of the Inns of Court and the Bar 1967 machte das Council zu einer Subdivision desselben und Repräsentanten des Bar Council wurden zusätzlich in das Council gesetzt. 1997 wurde das Council aufgelöst und seine Aufgaben auf die Inns of Court School of Law übertragen. Seine Bildungs- und Lehraufgaben übernahm der Inns of Court and Bar Educational Trust und die regulatorische Funktion das General Council of the Bar.